# Pedro Ferrándiz
Pedro Ferrándiz González, né le 20 novembre 1928 à Alicante et mort le 7 juillet 2022, est un entraîneur espagnol de basket-ball.

## Biographie
Il possède l'un des plus beaux palmarès pour un entraîneur au niveau européen avec quatre victoires en Coupe des clubs champions avec le Real Madrid.
Il est connu pour avoir demandé à un de ses joueurs, Lorenzo Alocén, d'effectuer un fameux tir dans son propre panier. Cet événement s'est produit le 18 janvier 1962 lors d'un match à Varèse, Italie, face à Ignis Varèse. Le club de Madrid perd son pivot dans la dernière minute. Alors que les deux équipes sont à égalité, Pedro Ferrándiz González demande alors ce tir dans les deux dernières secondes de jeu, geste qui assure la défaite de son club mais évite la prolongation dont il pense qu'elle va conduire son club à une lourde défaite,. Cet événement entraîna une réaction immédiate de la Fédération internationale de basket-ball (FIBA), qui changea son règlement en menaçant d'exclusion toute équipe auteure d'une telle action.

## Club
- 1955-1957 :  Real Madrid
- 1957-1959 :  CB Hesperia
- 1959-1962 :  Real Madrid
- 1964-1965 :  Real Madrid
- 1966-1975 :  Real Madrid

## Sélection nationale
- 1965-1966 : Équipe d'Espagne

## Palmarès

### Club
Real Madrid (26 titres)
Compétitions internationales
- Coupe des clubs champions :
  - Vainqueur (4) en 1965, 1967, 1968, 1974
  - Finaliste en 1969

Compétitions nationales
- Champion d'Espagne (12) 1960, 1961, 1962, 1965, 1966, 1967, 1970, 1971, 1972, 1973, 1974, 1975
- Vainqueur de la Coupe du Roi (11) 1960, 1961, 1962, 1965, 1967, 1970, 1971, 1972, 1973, 1974, 1975

### Distinction personnelle
La bibliothèque de la Maison du Basketball de la Fédération internationale de basket-ball à Mies (Suisse) porte son nom.